# 南投客運
南投汽車客運股份有限公司（英語：Nantou Bus Transportation Co., Ltd.），簡稱南投客運、投客、NTBUS，是一家主要經營臺灣埔里周邊地區的公路客運業者，以及營運南投縣市區公車部分路線。

## 沿革

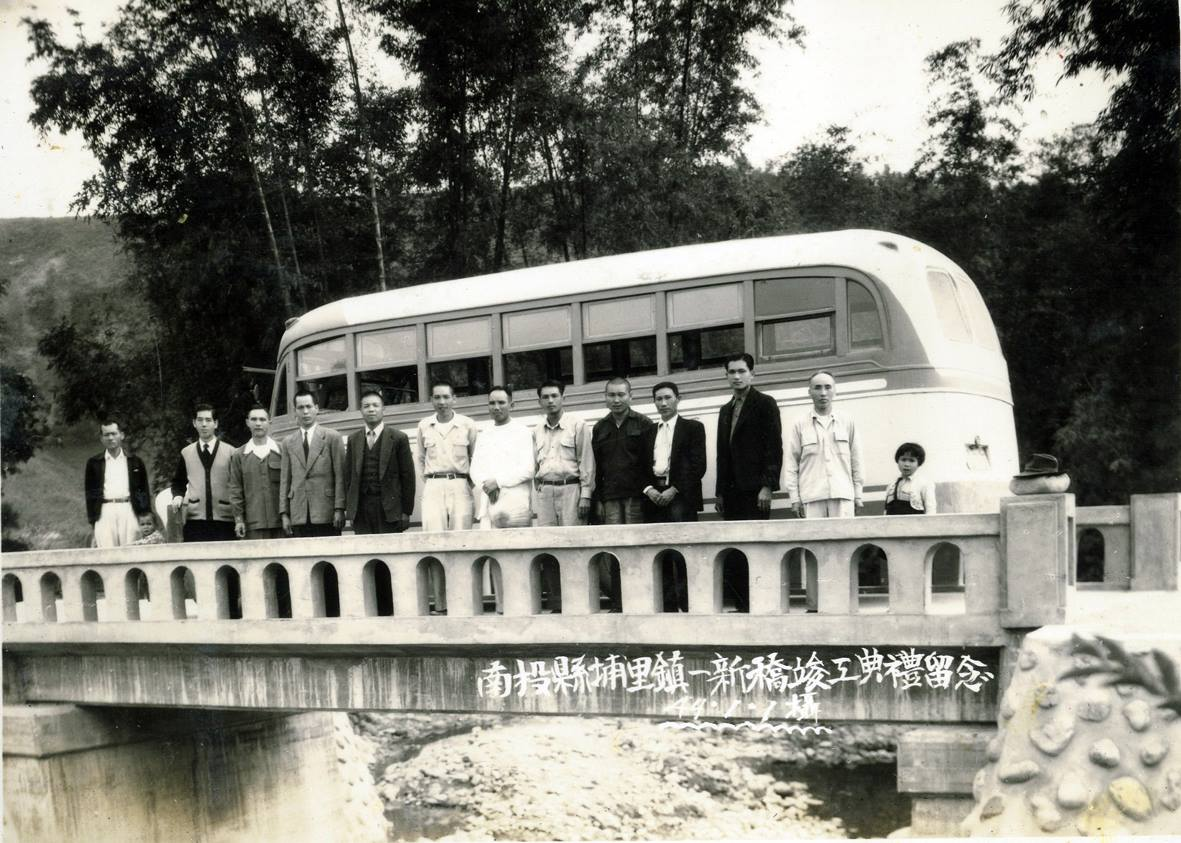
一新橋竣工典禮，埔里鎮長巫重興(左五)與地方人士和一輛山民汽車客運公司客運車合影，慶賀山民客運可以從此通行服務這個鄉間路線，居民出入交通將更便利。

- 1951年（民國40年）－前身山民汽車客運公司創立，專為埔里山區民眾提供交通服務。
- 1955年（民國44年）－ 因山地經營環境惡劣，經營困難停止營業。同年，重新改組後成立南投汽車客運股份有限公司。
- 1959年（民國48年）－由於經營環境非常艱困，經營困難再度停止營業並經過改組。
- 1962年（民國51年）－再因經營困難倒閉，再度改組。
- 1963年（民國52年）－無法支撐，全面停止營業。11月6日，巫永昌醫師深感偏遠山區地方弱勢居民對於交通殷切需要，毅然決定出面重組接辦，並獲屏東汽車客運股份有限公司大力支援車輛、人員。12月1日，再度復業營運。經營範圍大部份為仁愛鄉、國姓鄉、魚池鄉等地區。
- 1997年（民國86年）－因巫永昌年事已高，由其女婿郭獻生接任董事長。隨後，公司引進現代化管理制度，更新車輛以提昇服務品質，擴大經營範圍；其經營地區包括南投市、草屯鎮、國姓鄉、埔里鎮、仁愛鄉、魚池鄉、水鄉，並接駛台汽客運南投-埔里、埔--日月潭、日月潭環湖公車、埔里-三合橋等路線。
- 2000年，南投客運、台中客運、彰化客運、豐原客運、仁友客運、員林客運等6家業者開行聯營999路台中往返埔里的班車，南投客運正式延伸到臺中市，參與臺中往返埔里路線的經營。[2]
- 2005年（民國94年）：啟用台中e卡通服務。（現改用多卡通系統）
- 2007年高鐵通車，南投客運開行台中-高鐵站-埔里-日月潭的路線。
- 2010年開行台中-埔里、台中-高鐵站-埔里-日月潭經由國道六號的客運路線，並配合觀光局開行台灣好行日月潭、溪頭路線。
- 2014年9月1日：臺中市公車39路開始營運，此路線為南投客運第一條營運臺中市公車之路線。
- 2020年11月1日：臺中市公車39路改由建明客運接駛，南投客運正式退出臺中市公車經營行列。

## 營運路線[3]

### 南投縣市區公車
| 路線編碼 | 營運區間           | 備註                                 |
| -------- | ------------------ | ------------------------------------ |
| 1        | 埔里-法治          | 平日行駛（1天1往返）                 |
| 1A       | 暨南大學-埔里-法治 | 平日行駛（1天1往返）                 |
| 1B       | 埔里-暨南大學      | 每日行駛（配合校方行事曆調整時刻表） |
| 2        | 國民賓館-青青草原  | 假日行駛                             |
| 3        | 草屯-南岸-溪頭     | 平日行駛（與彰化客運、員林客運聯營） |
| 3A       | 草屯-彰南路-溪頭   | 平日行駛（與彰化客運聯營）           |

### 公路客運路線
| 6665/6665A路時刻表 | 6665/6665A路時刻表    | 6665/6665A路時刻表 | 6665/6665A路時刻表    |
| ------------------ | --------------------- | ------------------ | --------------------- |
| 往車坪崙時刻       | 路線備註              | 往埔里總站時刻     | 路線備註              |
| 06:00              | 主線                  | 07:00              | 主線                  |
| 08:35              | A支線(延駛九族停車場) | 09:40              | A支線(延駛九族停車場) |
| 15:05              | A支線(延駛九族停車場) | 16:10              | 主線                  |

| 6667/6667A路時刻表 | 6667/6667A路時刻表    | 6667/6667A路時刻表 | 6667/6667A路時刻表    |
| ------------------ | --------------------- | ------------------ | --------------------- |
| 往水里火車站時刻     | 路線備註              | 往埔里總站時刻     | 路線備註              |
| 07:10              | 主線                  | 10:00              | A支線(延駛九族停車場) |
| 10:00              | A支線(延駛九族停車場) | 12:00              | A支線(延駛九族停車場) |
| 13:30              | A支線(延駛九族停車場) | 15:00              | A支線(延駛九族停車場) |
| 16:00              | A支線(延駛九族停車場) | 17:30              | A支線(延駛九族停車場) |

## 使用車輛

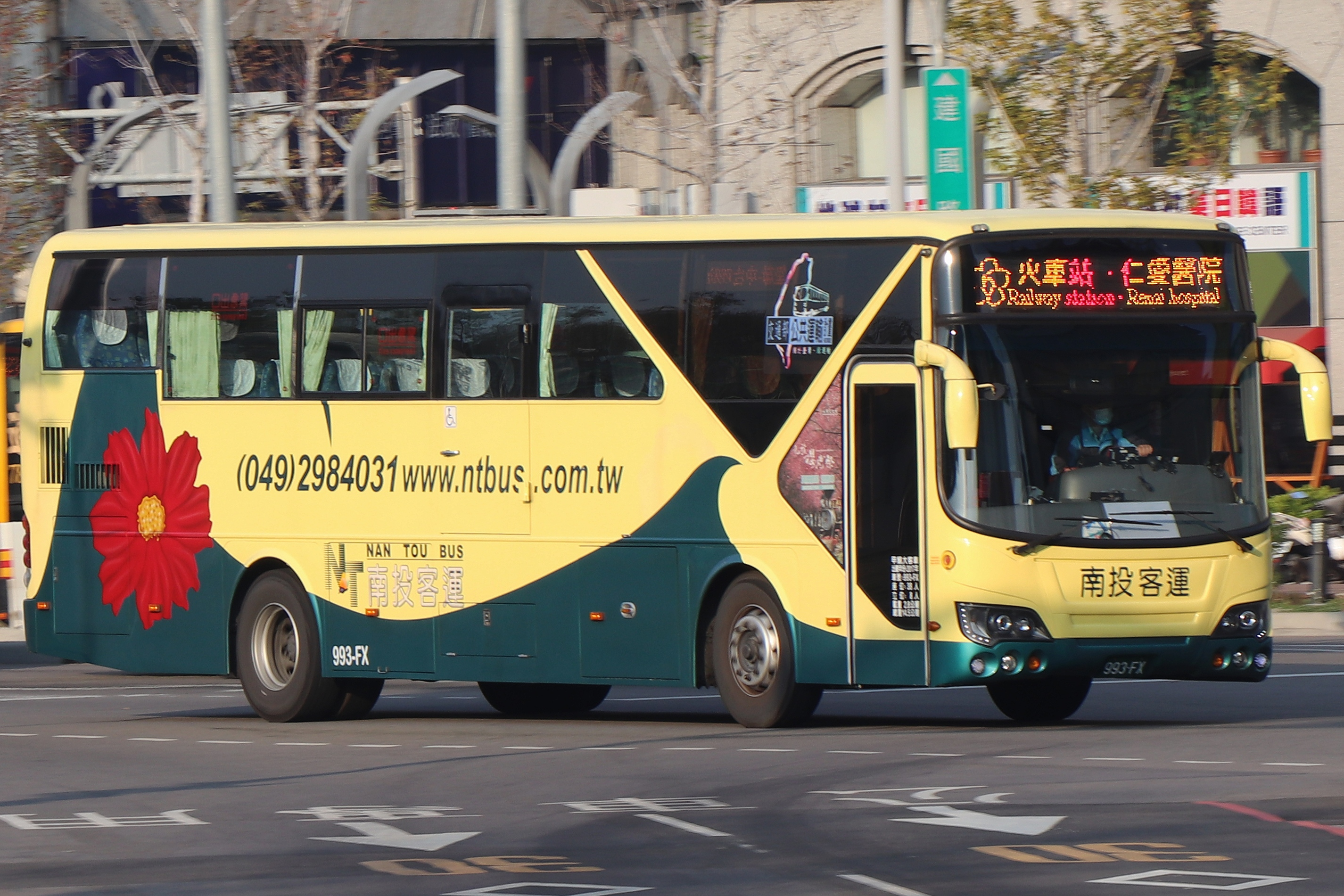
配馨盛車體的日野遊覽型客車
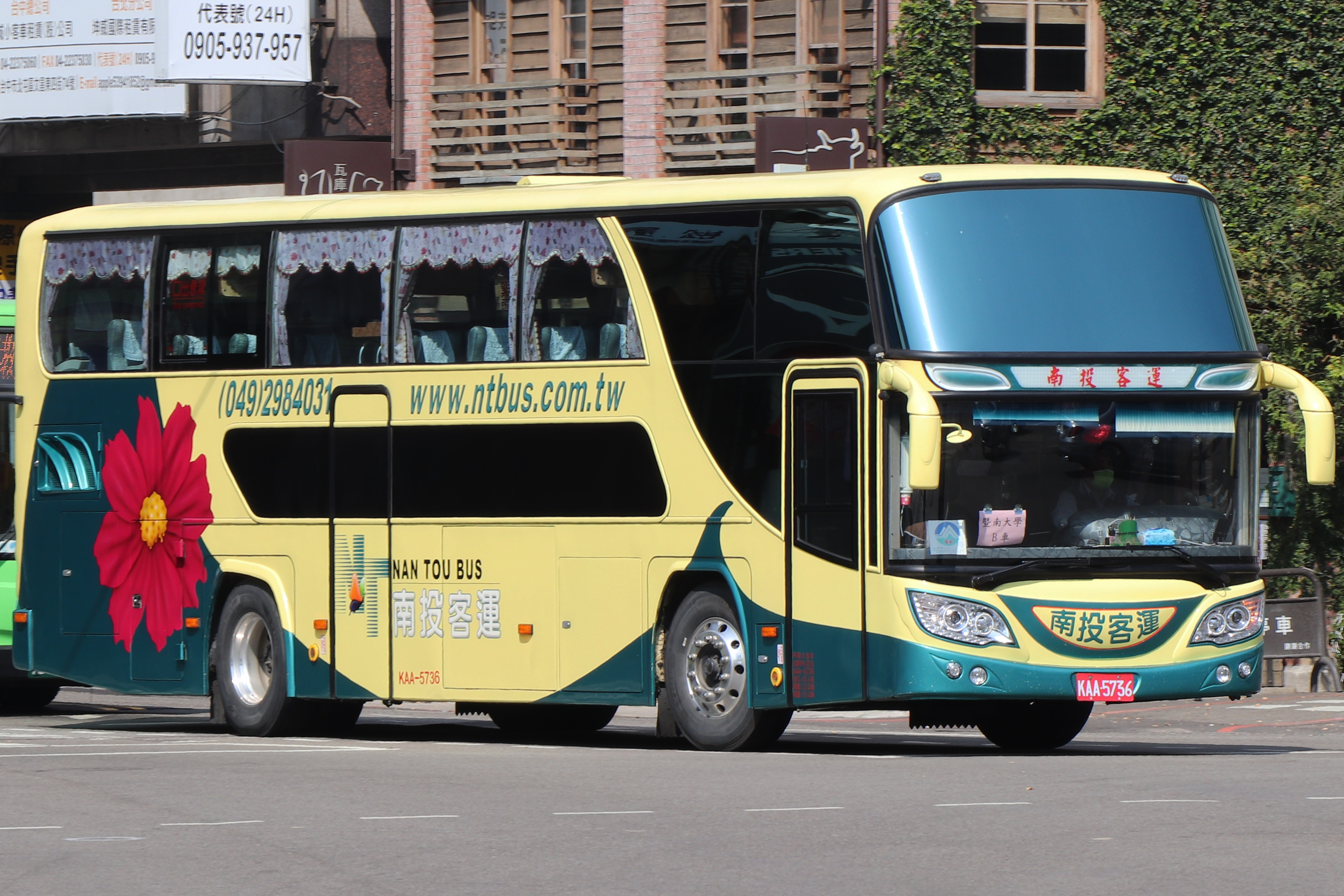
配協億車體的日野遊覽型客車
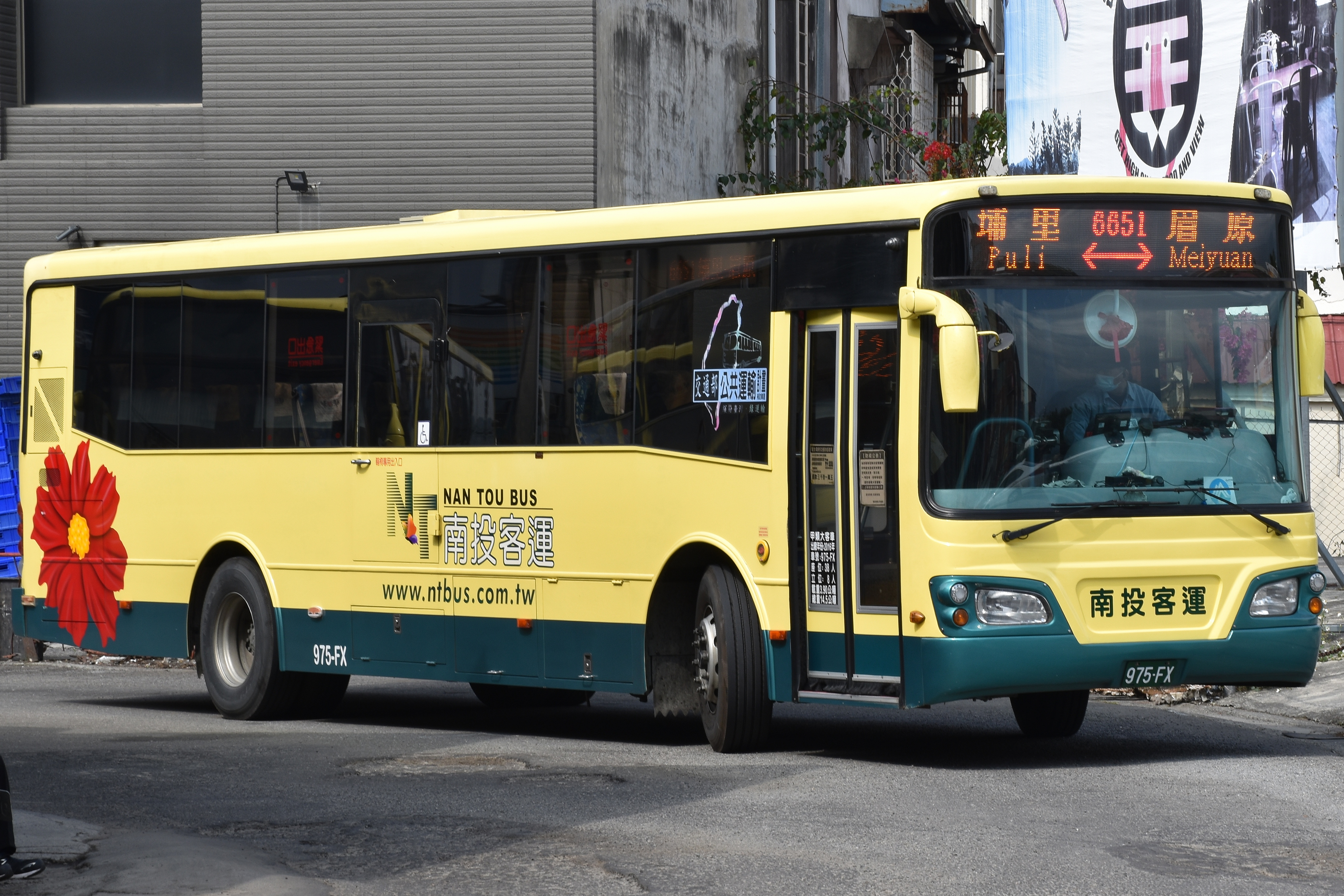
配馨盛車體的日野大復康巴士
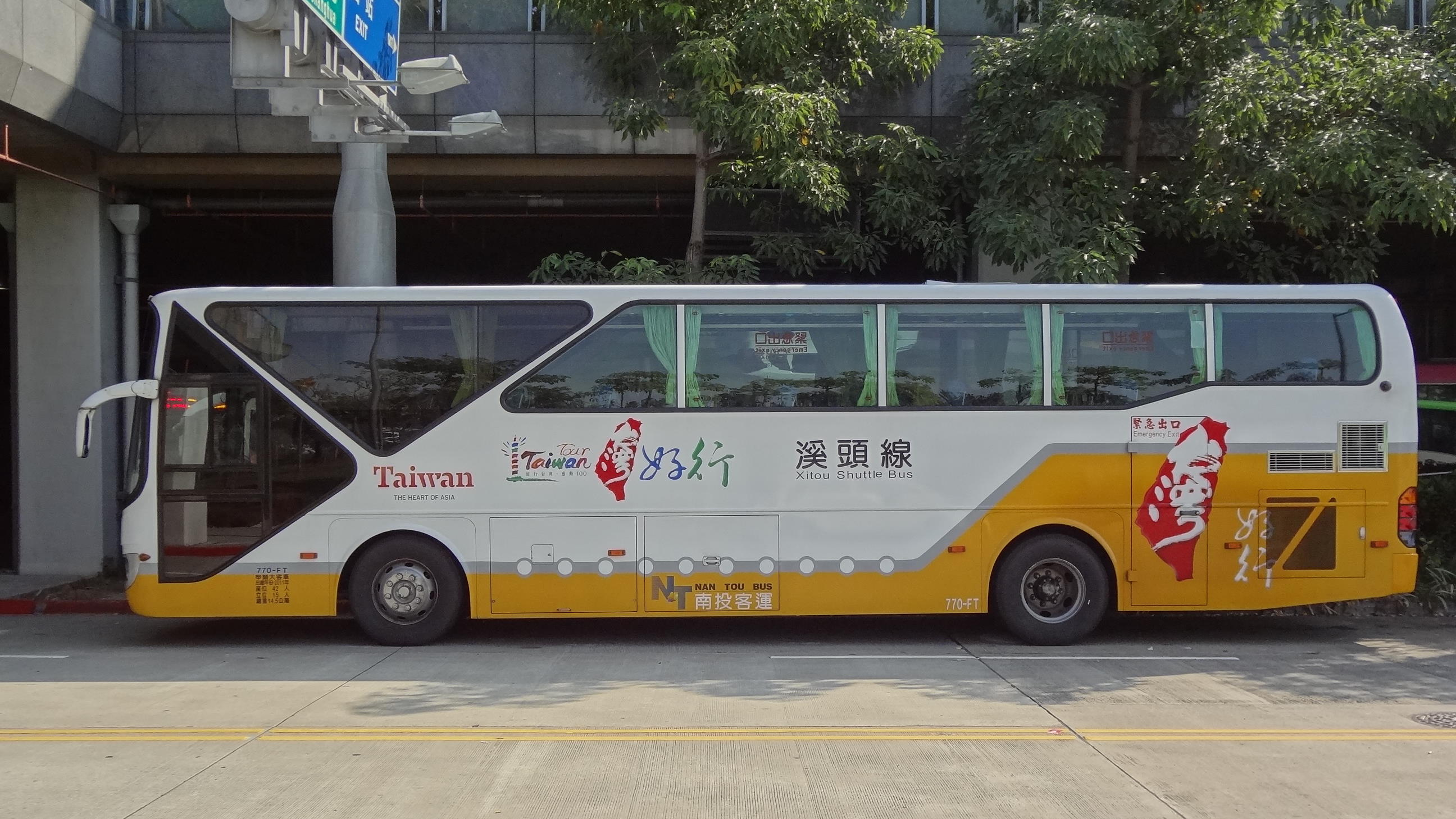
台灣好行溪頭線車輛

## 外部連結
- 南投客運（页面存档备份，存于）
- 南投客運的Facebook專頁